# Näversjöberget
Näversjöberget är ett naturreservat i Åsele kommun i Västerbottens län.
Området är naturskyddat sedan 2004 och är 852 hektar stort. Reservatet omfattar en del av Näversjöbergets nordostsluttning ner mot myrmark. Reservatet består av gammal granskog.